# Mound (Louisiana)
Mound is een plaats (village) in de Amerikaanse staat Louisiana, en valt bestuurlijk gezien onder Madison Parish.

## Demografie
Bij de volkstelling in 2000 werd het aantal inwoners vastgesteld op 12.
In 2006 is het aantal inwoners door het United States Census Bureau geschat op 13, een stijging van 1 (8,3%).

## Geografie
Volgens het United States Census Bureau beslaat de plaats een oppervlakte van
0,6 km², geheel bestaande uit land. Mound ligt op ongeveer 27 m boven zeeniveau.

## Plaatsen in de nabije omgeving
De onderstaande figuur toont nabijgelegen plaatsen in een straal van 36 km rond Mound.